# Марта Кано
Марта Кано (ісп. Marta Cano; нар. 27 вересня 1975) — колишня іспанська тенісистка.
Найвищу одиночну позицію світового рейтингу — 356 місце досягла 12 січня 1998, парну — 213 місце — 5 серпня 1996 року.
Здобула 7 парних титулів.

## Фінали ITF
| Легенда         |
| --------------- |
| турніри $25,000 |
| турніри $10,000 |

### Одиночний розряд: 3 (0–3)
| Результат | Ранг | Дата           | Турнір                 | Покриття | Суперниця       | Рахунок          |
| --------- | ---- | -------------- | ---------------------- | -------- | --------------- | ---------------- |
| Поразка   | 1.   | 4 червня 1995  | ITF Севілья, Іспанія   | Ґрунт    | Паула Кабесас   | 1–6, 3–6         |
| Поразка   | 2.   | 25 червня 1995 | ITF Елваш, Португалія  | Тверде   | Алісія Ортуньйо | 6–4, 2–6, 6–7(3) |
| Поразка   | 3.   | 1 червня 1997  | ITF Барселона, Іспанія | Ґрунт    | Каталін Мароші  | 2–6, 3–6         |

### Парний розряд: 13 (7–6)
| Результат | Ранг | Дата            | Турнір                  | Покриття  | Партнерка                 | Суперниці                              | Рахунок          |
| --------- | ---- | --------------- | ----------------------- | --------- | ------------------------- | -------------------------------------- | ---------------- |
| Поразка   | 1.   | 30 січня 1994   | ITF Понтеведра, Іспанія | Килим (i) | Крістіна де Субіхана      | Патрісія Маркова Генріетте ван Алдерен | 3–6, 2–6         |
| Поразка   | 2.   | 25 вересня 1994 | ITF Марсель, Франція    | Ґрунт     | Крістіна де Субіхана      | Катрін Танв'є Маделейне Санчес         | 3–6, 2–6         |
| Перемога  | 1.   | 8 травня 1995   | ITF Балагер, Іспанія    | Ґрунт     | Нурія Монтеро             | Роса Марія Перес Марія Санчес Лоренсо  | 6–1, 6–2         |
| Перемога  | 2.   | 14 травня 1995  | ITF Мульєт, Іспанія     | Ґрунт     | Нурія Монтеро             | Маріана Еберле Ванесса Менга           | 7–5, 6–4         |
| Перемога  | 3.   | 4 червня 1995   | ITF Севілья, Іспанія    | Ґрунт     | Нурія Монтеро             | Мотідзукі Хіроко Міяуті Місумі         | 6–7(4), 6–4, 6–4 |
| Перемога  | 4.   | 17 вересня 1995 | ITF Марсель, Франція    | Ґрунт     | Нурія Монтеро             | Наталі Каллен Патрісія Монґозі         | 6–4, 6–1         |
| Перемога  | 5.   | 12 травня 1996  | ITF Сантандер, Іспанія  | Ґрунт     | Нурія Монтеро             | Жуана Педрозу Ана Салас Лосано         | 6–4, 6–4         |
| Перемога  | 6.   | 2 червня 1996   | ITF Барселона, Іспанія  | Ґрунт     | Нурія Монтеро             | Дезіре Лойпольд Хісела Рієра           | 7–5, 3–6, 6–1    |
| Поразка   | 3.   | 21 липня 1996   | ITF Більбао, Іспанія    | Ґрунт     | Нурія Монтеро             | Алісія Ортуньйо Вероніка Стеле         | 3–6, 4–6         |
| Поразка   | 4.   | 1 грудня 1996   | ITF Майорка, Іспанія    | Ґрунт     | Нурія Монтеро             | Міхаела Гасанова Мартіна Неделькова    | 3–6, 5–7         |
| Перемога  | 7.   | 11 травня 1997  | ITF Тортоса, Іспанія    | Ґрунт     | Нурія Монтеро             | Міріам Д'Агостіні Вероніка Стеле       | 6–3, 1–6, 6–4    |
| Поразка   | 5.   | 14 вересня 1997 | ITF Мольєрусса, Іспанія | Ґрунт     | Гала Леон Гарсія          | Патрісія Азнар Паула Ерміда            | 7–5, 3–6, 3–6    |
| Поразка   | 6.   | 7 грудня 1997   | ITF Майорка, Іспанія    | Ґрунт     | Кончіта Мартінес Гранадос | Каталін Мароші Мелані Шнелль           | 4–6, 6–4, 5–7    |